# 野積村 (富山県)
野積村（のづみむら）は、かつて富山県婦負郡にあった村。

## 沿革
- 1889年（明治22年）4月1日 - 町村制の施行により、婦負郡八十島村、水口村、上ケ島村、宮下村、道畑下中山村、東葛坂村、油村、西葛坂村、上田池村、下田池村、乗嶺村、下乗嶺村、高嶺村、新名村、青根村、岩島村、川住村、西川倉村、下牧村、東川倉村、東布谷村、布谷村、赤石村、東松瀬村、西松瀬村、猟師ケ原村、谷折村、桐山村及び桂原村の区域をもって、婦負郡野積村が発足する。
- 1957年（昭和32年）11月1日 - 婦負郡八尾町、大長谷村、仁歩村及び野積村が合併して、婦負郡八尾町が発足する。